# スパナット・ムエンター
スパナット・ムアンター（タイ語: ศุภณัฏฐ์ เหมือนตา、2002年8月2日 - ）は、タイ王国のサッカー選手。タイ王国代表。ポジションはFW。
タイ・リーグ1の最年少出場記録、最年少得点記録、AFCチャンピオンズリーグ最年少得点記録、代表最年少出場記録を保有し、ガーディアン紙のネクスト・ジェネレーション2019にも選出され、タイ王国の神童と呼ばれている。

## クラブ歴
ブリーラム・ユナイテッドFCの下部組織出身。2018年4月25日のトップチームの試合で兄のスパチョーク・サラチャートに代わって途中出場し選手初出場。この時15歳8ヶ月22日で最年少出場記録となった。翌月26日には2得点をあげて、15歳9ヶ月24日の最年少得点記録も樹立した。翌2019年4月9日に行われたAFCチャンピオンズリーグ2019では北京中赫国安足球倶楽部から得点をあげて、16歳8ヶ月7日のAFCチャンピオンズリーグ最年少得点記録を樹立した。

## 代表歴
U-16代表としてAFC U-16選手権2018に、U-19代表としてAFC U-19選手権2018に、U-23代表としてAFC U-23選手権2020に出場した。
2019年6月5日に行われたキングスカップ2019のベトナム代表戦で代表初出場。この時16歳10ヶ月3日で最年少出場記録となった。

## 人物
兄のスパチョーク・サラチャートもタイ王国代表のサッカー選手。名字が異なるのはムアンターが父の、サラチャートが母の姓で、それぞれ別の姓を名乗っているためである。